# Myrmarachne onceana
Myrmarachne onceana là một loài nhện trong họ Salticidae.
Loài này thuộc chi Myrmarachne. Myrmarachne onceana được Alberto Barrion & James A. Litsinger miêu tả năm 1995.